# Paul Kidby
Paul Kidby (* 1964 in Middlesex) ist britischer Künstler und Zeichner. Berühmt wurde er vor allem durch seine Illustrationen für Terry Pratchetts Scheibenwelt-Romane. Die Scheibenwelt-Fans bekamen ihn bzw. seine Werke zum ersten Mal in einem Flyer zu Gesicht, der dem ersten Scheibenwelt-Computerspiel beigelegt war.
Kidby wurde 1964 in Middlesex in der Nähe Londons geboren und hat noch zwei ältere Geschwister. Während seiner Kindheit verbrachte er viel Zeit mit Zeichnen und Modellieren. Mit guten Abschlüssen in den Fächern Kunst und Technisches Zeichnen verließ er die Schule.
Daraufhin begann er eine Ausbildung als Zahntechniker, wo er lernte, Zahnprothesen herzustellen. Dies kam ihm insbesondere bei seiner späteren Arbeit mit dreidimensionalen Projekten zugute.
1986 wurde er im Alter von 22 Jahren, nach einer weiteren Ausbildung als wissenschaftlicher Illustrator, zum freischaffenden Künstler. Während jener Zeit zeichnete er für die Gestaltung mehrerer Produkte, beispielsweise Computerspiel-Verpackungen, verantwortlich.
Eine weitere Anstellung fand er bei Future Publishing zwischen 1991 und 1995, wo er mehrere hundert Zeitschriften-Cover kreierte.
Im Jahr 1995 begann er seine Arbeit zu Pratchetts Scheibenwelt-Romanen, deren Cover er fortan gestaltete. Später ersetzte er den früheren Illustrator Josh Kirby, der im Jahr 2001 verstarb.
Beeinflusst wurden Kidbys Werke von Jan Vermeer, Albrecht Dürer ebenso wie von Fantasy-Künstlern wie Roger Dean oder Rodney Matthews.
Bemerkenswert sind insbesondere seine Anspielungen oder Parodien auf berühmte Gemälde wie beispielsweise Die Nachtwache von Rembrandt van Rijn oder die Mona Lisa von Leonardo da Vinci.

## Scheibenwelt-Werke
- Neben einer Serie von Scheibenwelt-Weihnachtskarten, einigen großen Drucken, Illustrationen für die Scheibenwelt–Kalender und andere Projekte veröffentlichte er 1996 „The Pratchett Portfolio“, ein großformatiges Artbook mit vielen neuen Zeichnungen.

- 1998 folgte „GURPS Discworld“, eine Adaption des Rollenspiel-System GURPS für die Scheibenwelt, ebenfalls mit unzähligen Illustrationen Kidbys, 1998 und 1999 diverse auseinanderfaltbare Karten der Scheibenwelt, Ankh-Morpork, Lancre und Death's Domain.

- 2001 erschien dann der erste großformatige, illustrierte Roman „Wahre Helden“ (eng. The Last Hero), von dem mehrere Editionen aufgelegt wurden, bis hin zu ledergebundenen Exemplaren und Goldprägung.

- 2004 wurde zuletzt eine Fortsetzung des „Pratchett Portfolios“ herausgebracht: The Art of Discworld – und auch hier waren wieder unzählige großformatige neue Zeichnungen Paul Kidbys auf Hochglanzpapier zu sehen.

Seit dem Tod Josh Kirbys 2001 führte Paul Kidby außerdem ganz offiziell die Illustration der Buchcover von Pratchetts Romanen fort.

## Weiterführende Links
- Paul Kidby's Home Page
- PJSM Prints – engl. Versandseite mit vielen Werken von Paul Kidby, ehemalige offizielle Seite
- http://www.co.uk.lspace.org/art/kidby/ – engl.

| Personendaten    | Personendaten                    |
| ---------------- | -------------------------------- |
| NAME             | Kidby, Paul                      |
| KURZBESCHREIBUNG | britischer Künstler und Zeichner |
| GEBURTSDATUM     | 1964                             |
| GEBURTSORT       | Middlesex                        |